# Klaus Schuhmacher
Klaus Siegmund Schuhmacher (* 1948) ist ein deutscher emeritierter Professor für Neuere deutsche Literaturwissenschaft. Er lehrte an der Technischen Universität Dresden.

## Leben und berufliche Karriere
Schuhmacher legte sein Abitur 1967 am Gymnasium Singen ab. Danach studierte er in Freiburg Literaturwissenschaft und Kunstgeschichte. Nach dem Referendariat in Tübingen promovierte er, und nach seiner Habilitation 1987 war er von 1993 bis 2012 Professor am Institut für Germanistik der TU Dresden.

## Schriften (Auswahl)
- »Weil es geschehen ist«. Untersuchungen zu Max Frischs Poetik der Geschichte. Hain, Königstein/Ts. 1979. ISBN 978-3-445-01915-8
- Paragraphie. Über das gedichtete Recht. Franz Steiner Verlag, Stuttgart 1992. ISBN 978-3-515-05254-2
- Walter Schmitz, Klaus Schuhmacher (Hrsg.): Max Frisch. Konstellationen und Perspektiven. Thelem Universitätsverlag, Dresden 2019. ISBN 978-3-945-36394-2